# Rio Făgădău
O Rio Făgădău é um rio da Romênia, afluente do Rio Crişul Repede, localizado no distrito de Cluj.